# Orel Ice Fringe
Der Orel Ice Fringe ist ein schmaler Vorlandgletscher an der Danco-Küste des Grahamlands im Norden der Antarktischen Halbinsel. Er liegt an der Südseite des Errera-Kanals zwischen dem Beneden Head und dem Porro Bluff.
Der Falkland Islands Dependencies Survey kartierte ihn mittels Luftaufnahmen der Hunting Aerosurveys Ltd. aus den Jahren von 1956 bis 1957. Das UK Antarctic Place-Names Committee benannte ihn am 23. September 1960 nach dem österreichischen Geodäten Eduard von Orel (1877–1941), der 1905 den ersten Stereoautografen zur Erstellung von Landkarten aus Luftaufnahmen entwickelt hatte.